# ماري كليمنتس
ماري كليمنتس (بالإنجليزية: Marie Clements)‏ (1962، فانكوفر في كندا)؛ روائية كندية.

## روابط خارجية
- ماري كليمنتس على موقع IMDb (الإنجليزية)
- ماري كليمنتس على موقع قاعدة بيانات الفيلم (الإنجليزية)